# Aeropuerto de Arroyo Barril
El Aeropuerto Internacional Arroyo Barril (IATA: EPS, OACI: MDAB) es un aeropuerto situado a 10 kilómetros al oeste de Samaná, la capital de la provincia de Samaná en la República Dominicana.

## Ubicación
El aeropuerto se encuentra en la costa sur de la península de Samaná, frente a la bahía de Samaná. Inmediatamente al norte de la pista se encuentran altas colinas. Las operaciones de aproximación y despegue se realizan sobre el agua. La pista 11 incluye un umbral desplazado de 180 metros.

## Aerolíneas y destinos
| Aerolíneas | Destinos   |
| ---------- | ---------- |
| Volo       | Punta Cana |